# Fernando Sebastián Aguilar
Fernando Sebastián Aguilar (1929–2019) là một Hồng y người Tây Ban Nha của Giáo hội Công giáo Rôma. Ông hiện đảm nhận vai trò Hồng y Đẳng Linh mục Nhà thờ S. Angela Merici. Ông từng đảm nhận vai trò Tổng giám mục đô thành Tổng giáo phận Pamplona y Tudela trong vòng 14 năm, từ năm 1993 đến khi hồi hưu năm 2007.
Đóng vai trò là một giáo sĩ lãnh đạo giáo hội địa phương, ông từng đảm trách nhiều vai trò tại quê hương Tây Ban Nha như: Giám mục chính tòa Giáo phận León (1979–1983), Tổng giám mục Phó Tổng giáo phận Granada (1988–1993), Giám quản Tông Tòa Giáo phận Calahorra y La Calzada–Logroño (2003–2004). Ngoài lãnh đạo giáo hội địa phương, ông còn đóng nhiều vai trò trong Hội đồng Giám mục quốc gia, cụ thể, ông từng đảm trách các vai trò Tổng Thư ký Hội đồng Giám mục Tây Ban Nha (1982–1988), Phó Chủ tịch Hội đồng Giám mục Tây Ban Nha (1993–1999; 2002–2005). Ông được vinh thăng Hồng y ngày 22 tháng 2 năm 2014, bởi Giáo hoàng Phanxicô.

## Tiểu sử
Hồng y Fernando Sebastián Aguilar sinh ngày 14 tháng 12 năm 1929 tại Calatayud, Tây Ban Nha. Sau quá trình tu học dài hạn tại các cơ sở chủng viện theo quy định của Giáo luật, ngày 28 tháng 6 năm 1953, Phó tế Aguilar, 24 tuổi, tiến đến việc được truyền chức linh mục.
Sau hơn 25 năm thi hành các công việc mục vụ với thẩm quyền và cương vị của một linh mục, ngày 22 tháng 8 năm 1979, Tòa Thánh loan tin Giáo hoàng đã quyết định tuyển chọn linh mục Fernando Sebastián Aguilar, 50 tuổi, gia nhập Giám mục đoàn Công giáo Hoàn vũ, với vị trí được bổ nhiệm là Giám mục chính tòa Giáo phận León. Lễ tấn phong cho vị giám mục tân cử được tổ chức sau đó vào ngày 29 tháng 9 cùng năm, với phần nghi thức chính yếu được cử hành cách trọng thể bởi 3 giáo sĩ cấp cao, gồm chủ phong là Hồng y Vicente Enrique y Tarancón, Tổng giám mục đô thành Tổng giáo phận Madrid; hai vị giáo sĩ còn lại, với vai trò phụ phong, gồm có Tổng giám mục Gabino Díaz Merchán, Tổng giám mục đô thành Tổng giáo phận Oviedo và Tổng giám mục José Delicado Baeza, Tổng giám mục đô thành Tổng giáo phận Valladolid. Tân giám mục chọn cho mình châm ngôn:VERITAS IN CARITATE.
Ngày 29 tháng 7 năm 1983, Tòa Thánh chấp thuận đơn xin từ nhiệm của ông. Kể từ năm 1982 đến năm 1988, ông đảm trách vai trò Tổng Thư ký Hội đồng Giám mục Tây Ban Nha.
Sau khi từ nhiệm được 5 năm, Giám mục Fernando Sebastián Aguilar đã được Tòa Thánh thăng Tổng giám mục, qua việc bổ nhiệm giám mục này làm Tổng giám mục Phó Tổng giáo phận Granada. Thông báo về việc bổ nhiệm này được công bố cách rộng rãi vào ngày 8 tháng 4 năm 1988. Sau gần 5 năm giữ vị trí Tổng giám mục Phó Granada, Tòa Thánh quyết định thuyên chuyển Tổng giám mục Aguilar đến nhiệm sở mới, lần này là Tổng giáo phận Pamplona y Tudela với chức vụ là Tổng giám mục đô thành. Việc bổ nhiệm được công bố cách rộng rãi vào ngày 26 tháng 3 năm 1993.
Trong khoảng thời gian ngắn từ ngày 15 tháng 9 năm 2003 đến ngày 29 tháng 5 năm 2004, ông kiêm nhiệm vai trò Giám quản Tông Tòa Giáo phận Calahorra y La Calzada–Logroño.
Ngày 31 tháng 7 năm 2007, Tòa Thánh chấp thuận đơn xin từ nhiệm của ông, vì lý do tuổi tác theo giáo luật.
Ngoài việc lãnh đạo các giáo phận, Hồng y Aguilar vẫn đảm nhiệm nhiều vị trí chủ chốt trong Hội đồng Giám mục quốc gia, cụ thể, ông từng đảm trách các vai trò Tổng Thư ký Hội đồng Giám mục Tây Ban Nha từ năm 1982 đến năm 1988, Phó Chủ tịch Hội đồng Giám mục Tây Ban Nha trong hai giai đoạn, từ năm 1993 đến năm 1999 và từ năm 2002 đến năm 2005.
Qua việc tổ chức Công nghị Hồng y năm 2014 vào ngày 22 tháng 2, Giáo hoàng Phanxicô vinh thăng Tổng giám mục Fernando Sebastián Aguilar tước vị danh dự của Giáo hội Công giáo Rôma, Hồng y. Tân Hồng y thuộc phẩm trật Hồng y Đẳng Linh mục và Nhà thờ hiệu tòa được chỉ định là Nhà thờ Sant'Angela Merici. Ông đã đến cử hành các nghi thức nhận nhà thờ Hiệu tòa sau đó vào ngày 21 tháng 9 cùng năm.
Ngày 24 tháng 1 năm 2019, ông qua đời, hưởng thọ 90 tuổi.